# Diócesis de Cabanatúan
La diócesis de Cabanatúan (en latín: Dioecesis Cabanatuanensis, en inglés: Roman Catholic Diocese of Cabanatuan y en pangasinán: Diocesis ti Cabanatuan) es una circunscripción eclesiástica de la Iglesia católica en Filipinas. Se trata de una diócesis latina, sufragánea de la arquidiócesis de Lingayén-Dagupan. Desde el 8 de diciembre de 2024 su obispo es Prudencio Padilla Andaya, de la C.I.C.M..

## Territorio y organización

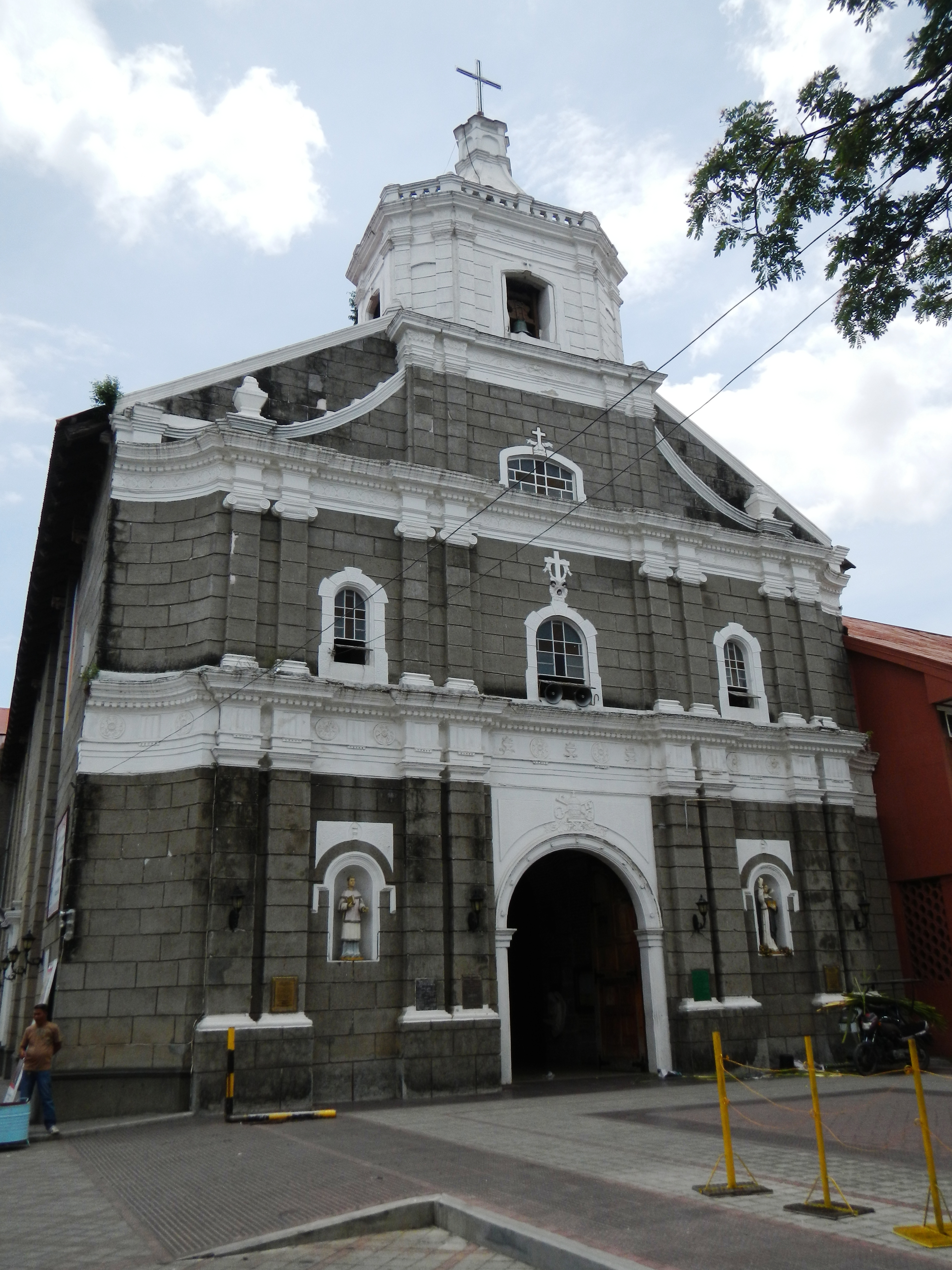
Santuario nacional de la Divina Pastora

La diócesis tiene 2744 km² y extiende su jurisdicción sobre los fieles católicos de rito latino residentes en la región de Luzón Central en 3 ciudades y 15 municipios en la parte meridional de la provincia de Nueva Écija en la isla de Luzón. 
La sede de la diócesis se encuentra en la ciudad de Cabanatúan, en donde se halla la Catedral de San Nicolás de Tolentino. En Gapán se halla el santuario nacional de la Divina Pastora.
En 2021 en la diócesis existían 30 parroquias agrupadas en 5 vicarías:
- San Nicolás de Tolentino, con sede en la ciudad de Cabanatúan y 4 parroquias.
- Santa Rosa de Lima, con sede en Santa Rosa y 7 parroquias.
- San Juan Nepumuceno, con sede en Cabiao y 5 parroquias.
- San Francisco de Asís, con sede en Bongabón y  6 parroquias.
- Divina Pastora, con sede en la ciudad de Gapán y 6 parroquias.

## Historia
La diócesis fue erigida el 16 de febrero de 1963 con la bula Exterior Ecclesiae del papa Juan XXIII, obteniendo el territorio de las diócesis de Lingayén-Dagupan, que a su vez fue elevada al rango de arquidiócesis metropolitana, y de San Fernando (hoy arquidiócesis de San Fernando).
El 16 de febrero de 1984 cedió una parte de su territorio para la erección de la diócesis de San José mediante la bula Saepe catholicorum del papa Juan Pablo II.

## Estadísticas
Según el Anuario Pontificio 2022 la diócesis tenía a fines de 2021 un total de 1 021 206 fieles bautizados.
| Año                                                                             | Población            | Población | Población      | Sacerdotes | Sacerdotes    | Sacerdotes    | Bautizados por sacerdote | Diáconos permanentes | Religiosos | Religiosos | Parroquias |
| Año                                                                             | Bautizados católicos | Total     | % de católicos | Total      | Clero secular | Clero regular | Bautizados por sacerdote | Diáconos permanentes | Varones    | Mujeres    | Parroquias |
| ------------------------------------------------------------------------------- | -------------------- | --------- | -------------- | ---------- | ------------- | ------------- | ------------------------ | -------------------- | ---------- | ---------- | ---------- |
| 1970                                                                            | 643 112              | 750 821   | 85.7           | ?          | ?             | ?             | ?                        | ?                    | ?          | ?          | 35         |
| 1980                                                                            | 1 107 000            | 1 380 000 | 80.2           | 53         | 42            | 11            | 20 886                   |                      | 11         | 41         | 41         |
| 1990                                                                            | 702 000              | 749 000   | 93.7           | 38         | 38            |               | 18 473                   |                      |            | 26         | 25         |
| 1999                                                                            | 820 277              | 1 005 437 | 81.6           | 40         | 40            |               | 20 506                   |                      |            | 64         | 25         |
| 2000                                                                            | 820 277              | 1 026 235 | 79.9           | 40         | 40            |               | 20 506                   |                      |            | 42         | 25         |
| 2001                                                                            | 810 590              | 1 013 238 | 80.0           | 42         | 42            |               | 19 299                   |                      |            | 69         | 25         |
| 2002                                                                            | 830 313              | 1 669 883 | 49.7           | 44         | 44            |               | 18 870                   |                      |            | 69         | 25         |
| 2003                                                                            | 862 313              | 1 703 280 | 50.6           | 46         | 46            |               | 18 745                   |                      |            | 68         | 25         |
| 2004                                                                            | 913 000              | 1 805 000 | 50.6           | 48         | 48            |               | 19 020                   |                      |            | 68         | 25         |
| 2006                                                                            | 930 000              | 1 840 000 | 50.5           | 54         | 54            |               | 17 222                   |                      |            | 48         | 25         |
| 2012                                                                            | 1 046 000            | 1 285 000 | 81.4           | 54         | 48            | 6             | 19 370                   |                      | 7          | 33         | 29         |
| 2013                                                                            | 1 087 089            | 1 216 882 | 89.3           | 55         | 49            | 6             | 19 765                   |                      | 7          | 30         | 29         |
| 2016                                                                            | 1 142 000            | 1 298 500 | 87.9           | 55         | 50            | 5             | 20 763                   |                      | 5          | 39         | 30         |
| 2019                                                                            | 1 204 551            | 1 381 494 | 87.2           | 53         | 49            | 4             | 22 727                   |                      | 5          | 38         | 30         |
| 2021                                                                            | 1 021 206            | 1 210 955 | 84.3           | 53         | 50            | 3             | 19 268                   |                      | 3          | 34         | 30         |
| Fuente: Catholic-Hierarchy, que a su vez toma los datos del Anuario Pontificio. |                      |           |                |            |               |               |                          |                      |            |            |            |

## Episcopologio
- Mariano Gaviola y Garcés † (8 de marzo de 1963-31 de mayo de 1967 renunció[nota 1])
- Vicente Posada Reyes † (8 de agosto de 1967-30 de abril de 1983 falleció)
- Cicerón Santa María Tumbocon † (7 de abril de 1983 por sucesión-11 de noviembre de 1990 falleció)
- Sofio Guinto Balce † (11 de noviembre de 1990 por sucesión-25 de junio de 2004 falleció)
- Sofronio Aguirre Bancud, S.S.S., (6 de noviembre de 2004-8 de diciembre de 2024 retirado)
- Prudencio Padilla Andaya, C.I.C.M., por sucesión el 8 de diciembre de 2024